# Dubnica Kurpiowska
Dubnica Kurpiowska – kolonia wsi Wołyńce w Polsce położona w województwie podlaskim, w powiecie sokólskim, w gminie Kuźnica.

## Historia
Przed rozbiorami Rzeczypospolitej Obojga Narodów obszar Dubnicy znajdował się w granicach Wielkiego Księstwa Litewskiego. W XVI w. odnotowano nazwy Dubnica Wielka, Dubnica Mała. W Słowniku geograficznym Królestwa Polskiego i innych krajów słowiańskich wydanym w 1900 Dubnica została opisana jako przysiółek wsi Chorościany wraz z fermą, uroczyskiem i obrębem leśnym. Na początku XX w. Dubnica należała do gminy Hrebnica w powiecie sokólskim guberni grodzieńskiej. Nazwa miejsca w języku białoruskim (także w miejscowym tzw. języku prostym) oznacza stary las dębowy.
Folwark należał do Rosjan. Został sprzedany na mocy instrukcji z 1865 jako jeden z 19 folwarków dawnych dóbr stołowych polskiego króla. 12 maja 1871 gubernialny leśniczy sprzedał radcy stanu Jewgrafowi Nikanorowiczowi Kurłowowi państwowy rewir leśny – dubnicką daczę o powierzchni ponad 280 ha. Po śmierci Kurłowa majątek Dubnica odziedziczył jego najstarszy syn Jewgienij. Tak jak ojciec nie osiadł w majątku i nie prowadził go, ale czerpał z niego zyski. W 1905 majątek Dubnica obejmowało 150 ha zarośli i nieużytków oraz 109 ha lasów. Od 1905 Jewgienij Kurłow wyprzedawał grunty. Największa transakcja została przeprowadzona w 1906: ok. 209 ha majątku Dubnica wykupiła piętnastoosobowa spółka włościańska. W 1914 Kurłow sprzedał pozostały majątek (57 ha) mieszczance Aleksandrze Iwanownie Romańczuk.
W latach 1914–1918 w pobliżu fortów grodzieńskich w północno-wschodniej części gminy Kuźnica wycięto ponad 1000 ha drzewostanu. Obszar ten nazywano Dzikimi Polami. Ludność z sąsiednich wsi (Wołyńce, Kuścińce i Zajzdra) wypasała tu konie i bydło. Włościanie np. ze wsi Saczkowce liczyli, że władze państwowe sprzedadzą im użytkowany od dawna dubnicki las na dogodnych warunkach. Nie osiągnąwszy tego celu, wielokrotnie składali podania do starostwa w Sokółce i do posłów, np. z BBWR.
W 1918 Dubnicę jako majątek pocierkiewny (las dubnicki należał w większości do męskiego monasteru Świętych Borysa i Gleba w Grodnie) został przejęty przez Skarb Państwa. Włączono go do Nadleśnictwa Czarnowieś. Okoliczni mieszkańcy planowali wykupić grunty, które dotąd eksploatowali. W 1929 w Powiatowym Urzędzie Ziemskim w Sokółce złożono wniosek o parcelację majątku państwowego „uroczysko Dubnica”. Należało wówczas do gmin Nowy Dwór i Kuźnica. Parcelacji poddano ponad 360 ha gruntów. W 1930 27 osób z gmin Kuźnica, Nowy Dwór i Suchowola zawnioskowało o zakup rozparcelowanego obszaru. Niektórzy z nich powoływali się na służbę wojskową w czasie wojny polsko-bolszewickiej. Jednak Urząd Ziemski w Białymstoku, powołując się na art. 51 ustawy z 28 grudnia 1925, udostępnił 29 parcel (z wyłączeniem jednej do użytku wspólnego) na sprzedaż włościanom z przeludnionej Kurpiowszczyzny. Oferowano po 2 ha ziemi. Wartość majątku Dubnica obniżono o 35% (ok. 440 zł za 1 ha), tłumacząc to poleśnym charakterem obszaru, który, zanim zostanie zasiedlony, musi być wykarczowany, należy usunąć kamienie i wykonać orkę. Nabywcy działek mieli wpłacić 10% zadatku. Kwotę zakupu rozłożono na raty na 41 lat. Na transport materiałów budowlanych koleją kurpiowskim osadnikom przyznano pożyczkę. Władze wojewódzkie planowały zapewnić osadnikom narzędzia do zrobienia studziennych rur betonowych, pustaki i dachówki, jak również pomoc doświadczonych betoniarzy. Z oferty skorzystali osadnicy z powiatu ostrołęckiego, ze wsi: Pianki, Podgórne, Szablaki Puszczańskie, Pupkowizna, Kulowce, Krusza, Popiołki Puszczańskie, Kuzie, Gawrychy, Niedźwiedź, Wyk. Nosili typowo kurpiowskie nazwiska jak Zyśk i Bączek. Ziemię na sprzedaż wyznaczono w trójkącie między miejscowościami Grodno, Kuźnica i Nowy Dwór. W latach 1931–1932 osadnicy z Kurpiowszczyzny założyli w Dubnicy kilkadziesiąt gospodarstw. Finalnie powstało 86 domostw. Zabudowania przewieziono z Kurpi, transportując rozłożone na elementy budynki ze stacji kolejki wąskotorowej w Łysych do stacji w Łomży, a następnie koleją normalnotorową do stacji w Kuźnicy. Dotychczasowi mieszkańcy okolic obawiali się osadników, powołując się na teksty Aleksandra Połujańskiego o mściwych i dzikich Kurpiach dostępne w miejscowej bibliotece. Obawy okazały się bezpodstawne. Nowa wieś otrzymała nazwę Dubnicy Kurpiowskiej z powodu osadnictwa kurpiowskiego. Na zimę Kurpie wracali w rodzinne strony, z wiosną przyjeżdżali na nowe gospodarstwa, by się urządzić. Dotacje z Państwowego Banku Rolnego pozwalały na budowę drewnianych domów (2 pokoje, kuchnia, składzik). Jednak ta pomoc nie wpłynęła na zwiększenie zamożności osadników, którzy przez wiele lat doświadczali biedy. Brakowało m.in. wody, mimo że wykonano studnie (aż do 70 m głębokości).
Według spisu powszechnego z 1921 w Dubnicy (wówczas w gminie Nowy Dwór) był folwark, w kolonii zaś mieszkały 62 osoby: 26 mężczyzn i 36 kobiet (47 rzymskich katolików i 15 prawosławnych), wszyscy narodowości polskiej. Istniało wówczas 9 budynków mieszkalnych. W 1933, gdy gminy wiejskie podzielono na gromady, Dubnica Kurpiowska znalazła się w gminie Nowy Dwór.
W 1936 dokonano parcelacji reszty majątku Dubnica o powierzchni ok. 85 ha, przeprowadzając upełnorolnienie karłowatych gospodarstw w Saczkowcach i Kulowcach w gminie Kuźnica. Stworzono 33 działek o powierzchni 1–4 ha dla małorolnych gospodarzy (niemal wszyscy byli rzymskimi katolikami) oraz parcelę o powierzchni ok. 2 ha z przeznaczeniem na szkołę. Przeprowadzona w międzywojniu sprzedaż i parcelacja pocerkiewnego majątku Dubnica najpierw osadnikom z Kurpi Zielonych, a potem włościanom katolikom z okolicy, miała na celu zwiększenie odsetka osadników polskich na niekorzyść prawosławnej mniejszości białoruskiej i była efektem polityki państwa polskiego.
Do 1937 powstała czteroklasowa szkoła, przy której mieszkał nauczyciel. Większość osadników miała zbudowane domy i uprawiała rolę. Do wsi sprowadzono kowala, który założył kuźnię. Funkcjonowała prywatna spółdzielnia umożliwiająca zakup artykułów spożywczych. Wieś należała do parafii św. Jana Chrzciciela w Nowym Dworze. Taka jest współczesna przynależność parafialna osady.
W okresie II wojny światowej mieszkańcy wsi byli wywożeni do obozu karnego w Sokółce, aresztu w Nowym Dworze, karnych obozów pracy oraz Auschwitz-Birkenau. Podczas okupacji niemieckiej przesiedlano ludność m.in. do majątku Krzysztoforowo. Niemcy nakazali wysiedlić wsie sąsiadujące z lasami, a domy rozebrać. Zarządzenie nie zostało w pełni zrealizowane, dlatego powracający do domów po wycofaniu się Niemców i wkroczeniu Armii Czerwonej ludzie mieli gdzie mieszkać.
W czasie wojny we wsi ukrywał się Szepsel Alpern.
W latach 1944–1948 mieszkańcy byli wywożeni na Sybir. W 1944 wieś została włączona do ZSRR. W 1948 część wsi Dubnica wróciła do Polski. Zmiany granic wpłynęły na dezintegrację osadników i wyludnienie wsi oraz utratę statusu gromady, jaki posiadała od 1933 (włączono ją do gromady Chworościany). Mieszkańcy zostali zmuszeni do wyjazdu na Ziemie Odzyskane jako repatrianci zza Buga. Wyjazdy zorganizowano w 1946. Do dziś w Dubnicy pozostały ruiny obór z głazów i kamienia. Istnieje tu 6 domów, połowa jest zamieszkała, ale ludzie zameldowani w Wołyńcach. Administracyjnie jest to kolonia wsi Wołyńce.
Jesienią 1954 weszła w skład nowo utworzonej gromady Wołyńce, a po jej zniesieniu 1 stycznia 1958 do gromady Kuźnica. Od 1973, na skutek zerwania naturalnych powiązań komunikacyjnych z gminą Nowy Dwór, miejscowość włączono do gminy Kuźnica.
W latach 1975–1998 kolonia administracyjnie należała do województwa białostockiego.

## Nazwa miejscowości
Skorowidz z 1924, jak też oficjalne spisy miejscowości z lat 1962 i 1967 podają nazwę Dubnica. Przymiotnik Kurpiowska pojawił w urzędowym wykazie nazw dopiero w 1980. Zmiany nazwy dokonano z naruszeniem prawa, tj. bez zasięgnięcia opinii mieszkańców i ogłoszenia decyzji w „Monitorze Polskim”. Nazwa nie jest zwyczajowa, a przeniesiona z odgórnego projektu kolonizacyjnego uroczyska Dubnica. Pisarz Józef Rybiński pochodzący z niedalekiej katolickiej wsi Saczkowce napisał: Od niepamiętnych czasów Puszcza Dubnicka była nasza. (...) nie jakichś tam Kurpiów, których jeszcze tu nie ma, jeszcze ich nie widzieliśmy, a już tę naszą Dubnicę „Kurpiowską” w rządowych papierach nazywają. Przymiotniki typu śląski, kaszubski, mazurski, mazowiecki, warmiński itp. używane w nazewnictwie miejscowości mają informować, że dana wieś leży na obszarze regionu o takiej nazwie. Tymczasem z Dubnicy do skraju Puszczy Zielonej jest około 100 km. Ponadto w Polsce nie ma żadnej innej miejscowości z przymiotnikiem Kurpiowski w nazwie. Wątpliwe jest także, czy zaledwie kilkunastoletni epizod osadniczy można w skali pięciuset lat aż tak w nazwie uprzywilejowywać. Możliwe, że w wykazie z 1980 na Dubnicę Kurpiowską przemianowano grunty dawnej kolonii i folwarku Dubnica w gm. Nowy Dwór lub Dubnicy Małej w gm. Kuźnica (wymienionych w spisie z 1921), czyli nie grunty późniejszej powstałej na uroczysku Dubnica nowej wsi, zamieszkiwanej przez jakiś czas przez Kurpiów. W odniesieniu do tej ostatniej Józef Rybiński zapisał: Dziś porasta tam prawie pięćdziesięcioletni las. Półwiekowa Puszcza... Dubnicka, a nie Kurpiowska. Współcześnie mieszkańcy wsi pytani o to, gdzie była Dubnica Kurpiowska, wskazują las za granicznym drutem kolczastym, nie swoje (4 zamieszkane z 6 istniejących) domy. Wątpliwości co do zasadności obecnej nazwy przedstawia Jarosław Janowicz.
Zapewne wątpliwości nazewnicze spowodowały włączenie nazwy Dubnica Kurpiowska do 62 nazw przewidzianych do weryfikacji  w 2009 przez Komisję Nazw Miejscowości i Obiektów Fizjograficznych. Nie powrócono do nazwy Dubnica, gdyż komisja nie przekazała władzom gminy argumentacji. Zgodnie z ustawą o kształcie nazewnictwa ostatecznie decyduje komisja. W praktyce w opisanym przypadku zadziałały mechanizmy z weryfikacji w 1995. Podnoszono wówczas, że inicjatorzy weryfikacji powołują się na tradycje Wielkiego Księstwa Litewskiego, choć proponowane zmiany w ogromnej większości dotyczą przywrócenia nazw miejscowości w brzmieniu białoruskojęzycznym. Nie wyjaśniano, że Wielkie Księstwo Litewskie było osobnym państwem, z językiem ruskim jako (jedynym) urzędowym niemal do roku 1700.
Wspomniany Józef Rybiński pisze o miejscowej toponimii: Asakowa Hara [góra] to najwyższe wzniesienie nie tylko nad Puszczą Dubnicką, ale i nad całą naszą okolicą (...). Pozostały nazwy: Giełogiery, Krapiwny Dół, Bierozowy Łuh, Monastyrskie Błota, Bahon, Stary Nadzieł i Nowy Nadzieł, Dubnicki Łuh (łuh – podmokła łąka) i inne. Nazewnictwo Dubnica Kurpiowska wiązać się może z konkurencyjnym wobec lokalnej tożsamości opartej na języku prostym projektem włączenia wsi ze wschodniej Białostocczyzny do tożsamości kurpiowsko-podlaskiej. Umieszczenie nazwy Dubnica Kurpiowska w oficjalnym spisie nazw dopiero w 1980 wiąże się z pararelnym zjawiskiem upodlasiania całej Białostocczyzny.

## Kryzys migracyjny
Z powodu pogranicznego położenia kolonia jest miejscem migracji w związku z kryzysem migracyjnym na granicy Polski z Białorusią.

## Pozostałości
Przy drodze ze wsi Kuścińce do Dubnicy umieszczono głaz upamiętniający granicę między Polską a ZSRR. Na tablicy znajduje się inskrypcja o treści: W tym miejscu w latach 1944–48 przebiegała narzucona przez aliantów granica między Polską a ZSRS. 15–16 maja 1948 roku w Zielone Świątki nastąpiło niewielkie przesunięcie granicy na wschód. W Gminie Kuźnica do macierzy powróciły wsie: Nowodziel. Tołcze, Szymaki, Klimówka, Dubnica. Niestety 19 miejscowości z naszej wspólnoty parafialno-gminnej oraz Kresy Wschodnie pozostały poza Polską. Poniżej wymieniono nazwisko mieszkańca Dubnicy Faustyna Zyska. W maju 1948 został uprowadzony z własnego gospodarstwa przez sowieckich żołnierzy i zamordowany w Rosji. Głaz jest punktem na Szlaku Pamięci Narodowej „Granica 1944–1948”.
W Dubnicy stoi też krzyż upamiętniający osadnictwo kurpiowskie, który został ustawiony w 1931.